# 다구

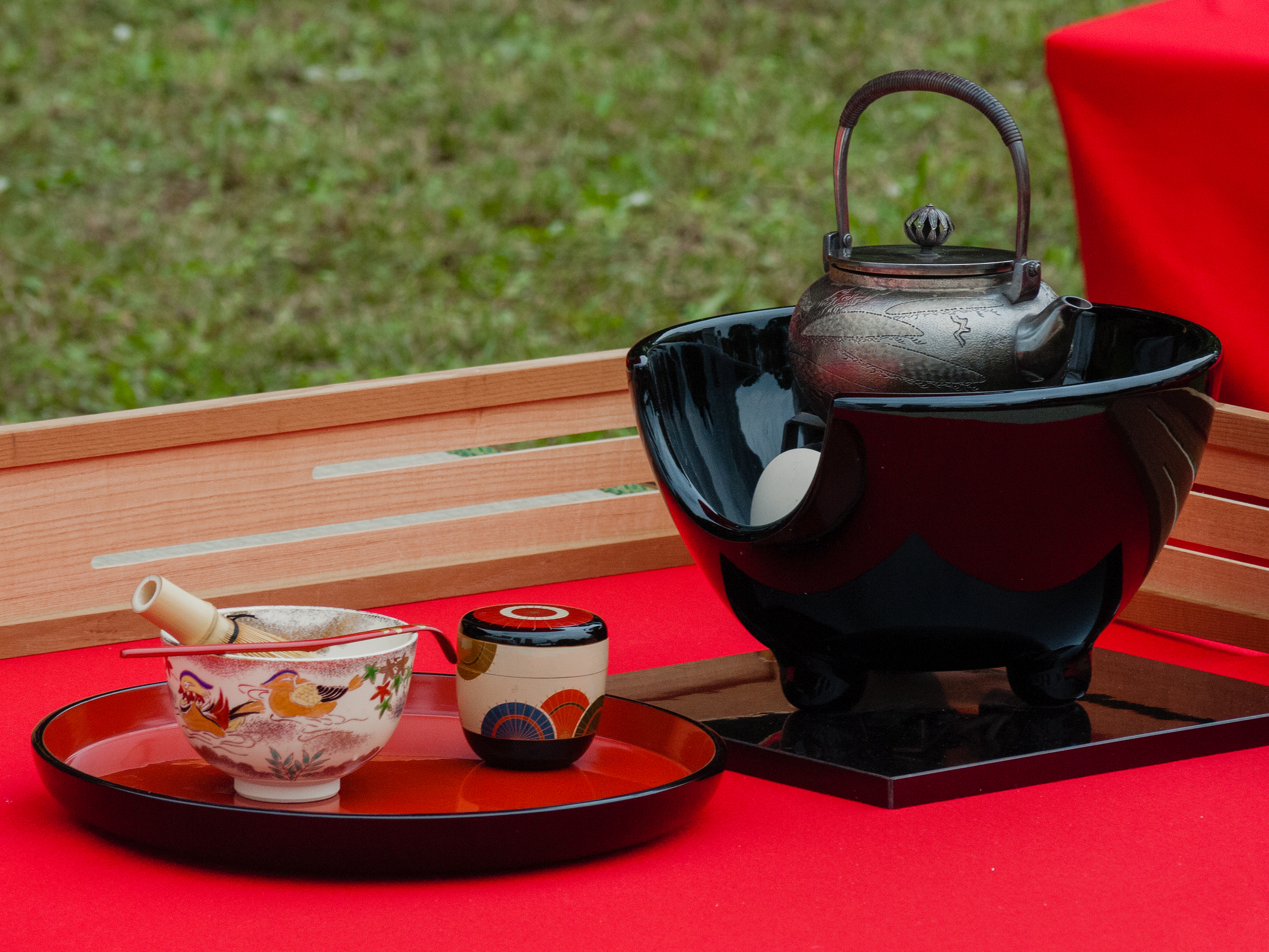
일본의 다구

다구(茶具)는 차를 마시기 위해 사용되는 여러 도구들을 일컫는다. 다구는 차를 양조하고 소비하는 데 사용되는, 국제적으로 광범위하게 쓰이는 도구들이다. 많은 요소들로 구성되며 준비되는 차의 종류와 차를 준비하는 문화적 환경에 따라 크게 다르다. 이를 종종 차 의식(다도)이라고 불리며 많은 문화, 특히 유럽 북서부와 동아시아에서 많은 의미를 갖는다.

## 요소
- 찻주전자
- 찻잔
- 차 트레이
- 차망
- 티백
- 컵받침
- 다호
- 티 코지

## 같이 보기
- 플래그스태프 하우스